# Marc Roma Chiné
Marc Roma (Barcelona, 1974) és un periodista, guionista, director i productor executiu català.
Ha treballat a TVC durant deu anys. Ha estat autor de format i guionista per al programa Cuina per solters i sotsdirector d'En camp contrari. També a TVC, ha coordinat La setmana d'Àfrica i ha estat guionista de Les dues cares, i el 2005 ha escrit amb Oriol Cortacans el guió del programa de TV3 Passatgers.
El 2003 va guanyar amb Roger Palà el Premi de periodisme d'investigació Ramon Barnils pel reportatge Presons adolescents, sobre el procés de decadència educativa que viuen els centres d'internament de menors a Catalunya. La investigació dels dos periodistes s'inicia arran del suïcidi d'un menor marroquí sense papers el febrer de 2003 al centre educatiu Els Til·lers de Mollet del Vallès, que depèn de la Generalitat de Catalunya.
El 2020 va ser el productor de la pel·lícula La mort de Guillem, la qual va guanyar el Premi Gaudí a millor pel·lícula per a televisió.